# Гуманюк, Антон Антонович
Антон Антонович Гуманюк — советский хозяйственный, государственный и политический деятель, Герой Социалистического Труда.

## Биография
Родился в 1914 году в селе Розовка. Член КПСС с 1942 года.
С 1935 года — на хозяйственной, общественной и политической работе. В 1935—1979 гг. — зоотехник, главный зоотехник в совхозе «Гигант» Ростовской области, участник Великой Отечественной войны, на руководящих должностях в сельском хозяйстве, директор совхоза/госплемзавода «Заря коммунизма» Домодедовского района Московской области.
Указом Президиума Верховного Совета СССР от 10 марта 1976 года присвоено звание Героя Социалистического Труда с вручением ордена Ленина и золотой медали «Серп и Молот».
Умер в Домодедове в 1979 году.

## Память
20 сентября 2019 года в селе Растуново установлен бюст А. А. Гуманюку.